# Luciano Negrini
Luciano Luigi Negrini (ur. 22 czerwca 1920 w Wenecji, zm. 12 grudnia 2012 w Lecco) – włoski wioślarz, srebrny medalista olimpijski.
Wystartował na igrzyskach olimpijskich w Berlinie w 1936 roku, gdzie reprezentanci Królestwa Włoch w składzie: Almiro Bergamo, Guido Santin i Luciano Negrini (sternik) zdobyli srebrny medal w dwójkach ze sternikiem. W wyścigu finałowym o 12,8 sekundy przegrali z reprezentantami III Rzeszy, a o 4,3 sekundy wyprzedzili Francuzów. Był to jego jedyny start olimpijski.
W tej samej konkurencji wywalczył ponadto złoty medal na mistrzostwach Europy w Berlinie (1935).